# Hope Marie Carlton
Pour les articles homonymes, voir Carlton.
Hope Marie Carlton, née Hope Marie Rizzitano, à Riverhead le 3 mars 1966, est un mannequin et une actrice américaine.

## Biographie
Hope Marie Rizzitano naît d'une mère américaine, Marie, qui pratiquait le culturisme et gérait une salle de sport pour femmes, et d'un père immigré italien d'origine sicilienne, Carmine, chauffeur de poids-lourd.
Sa carrière de mannequin commence à l'âge de 13 ans. Elle enchaîne les succès et pose nue pour Playboy, en juillet 1985.
Après Playboy, elle participe à divers films réalisés par Andy Sidaris, et d'autres films de série B, dans les années 1980 et 1990. Elle participe aussi à des séries télévisées entre autres Code Quantum et Alerte à Malibu. 
Elle quitte Hollywood en 1990, elle gère le Sorrel River Ranch Resort à Moab, Utah avec son mari, le programmeur Rob Levin. De leur union est née une fille. Ils ont divorcé en 2005. Et Hope Marie a déménagé au Colorado.

## Filmographie

### Cinéma
- 1987 : Piège mortel à Hawaï d'Andy Sidaris : Taryn
- 1987 : Meurtre dans l'objectif (Terminal Exposure) de Nico Mastorakis : Christie
- 1987 : Terreur à Alcatraz (Slaughterhouse Rock) de Dimitri Logothetis : Krista Halpern
- 1988 : Picasso Trigger d'Andy Sidaris : Taryn
- 1988 : Le Cauchemar de Freddy (A Nightmare on Elm Street 4: The Dream Master) de Renny Harlin : une pin-up
- 1989 : Comment devenir beau, riche et célèbre ! (How I Got Into College) de Savage Steve Holland : hôtesse du jeu télévisé
- 1989 : It Had to Be You de Joseph Bologna et Renée Taylor
- 1989 : Piège pour Amazones (Savage Beach) d'Andy Sidaris : Taryn
- 1990 : Side Out de Peter Israelson : Vanna
- 1990 : Ghoulies 3: Ghoulies Go to College de John Carl Buechler : Véronica
- 1990 : Massacre à la perceuse (Slumber Party Massacre III) de Sally Mattison : Janine
- 1991 : Bloodmatch d'Albert Pyun : Connie Angel
- 1992 : Round Numbers de Nancy Zala : Mitzie

### Télévision
- 1987 : L'Agence tous risques, série télévisée, épisode 5.13 Without Reservations : Dawn
- 1988 : Mariés, deux enfants, série télévisée, épisode 2.15 The Great Escape : Heather
- 1988 : La Loi de Los Angeles (L.A. Law), série télévisée, épisode 3.1 Hey, Lick Me Over : Marie
- 1989 : Baywatch: Panic at Malibu Pier téléfilm de Richard Compton : petite amie de Trevor
- 1989 : Charles s'en charge (Charles in Charge), série télévisée, épisode 4.14 Charles SPlit : Part 1 : Jocelyn Brooks
- 1990 : Code Quantum, série télévisée, épisode 2.12 Animal Frat - October 19, 1967 : une femme
- 1990 : Alerte à Malibu, série télévisée, épisodes 1.12 Armored Car : Curran (non créditée) ; 1.20 Old Friends : une femme en bateau
- 1990 : The New Adam-12, série télévisée, épisode 1.4 Gay Bashing : une nudiste
- 1991 : Top of the Heap, série télévisée, épisode 1.3 Stocks and Bondages : Terri Lynn
- 1994 : Le Fléau (The Stand), mini-série télévisée, épisode 1.1 The Plague : Sally Campion
- 2003 : Hotel Erotica, série télévisée, deux épisodes (sous son nom d'épouse, Hope Levin), 2.1 Maid Service : Agnes ; 2.7 Bewitched & Bewildered : Queen Theodosia